# Mary Chapin Carpenter
Pour les articles homonymes, voir Carpenter.
Mary Chapin Carpenter, née le 21 février 1958 à Princeton, New Jersey, est une chanteuse et auteur-compositrice américaine de country et de folk. Au cours de sa carrière, l'artiste a remporté cinq Grammy Awards et vendu plus de treize millions d'albums, dont un quadruple platine pour Come On Come On.

## Discographie[1]
- Hometown Girl (1987)
- State of the Heart (1989)
- Shooting Straight in the Dark (1990)
- Come On Come On (1992)
- Stones in the Road (1994)
- A Place in the World (1996)
- Party Doll and Other Favorites (1998)
- Time*Sex*Love* (2001)
- Between Here and Gone (2004)
- The Calling (2007)
- The Age of Miracles (2010)
- Ashes and Roses (juin 2012)
- Songs From The Movie (janvier 2014)
- The Things That We Are Made Of (mai 2016)
- Sometimes Just The Sky (mai 2018)
- looking for the thread 2025

## Participation
- 1999 : Tears of Stone des Chieftains : Mary chant sur Deserted Soldier.

### Débuts
Mary est la fille d'un dirigeant du magazine Life. Lors du lancement de l'édition asiatique, elle passera deux ans au Japon avec sa famille. C'est sa mère qui lui apprend à jouer de la guitare. La future chanteuse n'envisageait pas au départ effectuer une carrière dans la musique. Mary intègre le milieu folk de Washington D.C., ville dans laquelle elle s'installe à partir de 1974. Étudiante, elle suit des cours universitaires de civilisation américaine puis s'implique beaucoup dans la scène folk locale.
Mary vise cependant à obtenir un « vrai travail » et ne considère la musique que comme un bon hobby. C'est finalement sa rencontre avec le guitariste John Jennings qui lui permet de lancer ses premières ventes d'albums lors de leurs concerts. Elle lancera sa propre société d'édition, Get a Real Job, qui attirera l'attention. L'artiste signe chez Columbia Records en 1987.

### Succès
Les deux premiers albums de la chanteuse-compositrice, qui confirment son talent l'un après l'autre, remportent de beaux succès. Avec Down at the Twist & Shout, extrait de Shooting Straight in the Dark (1990), elle obtient son premier Grammy Award dans la catégorie Meilleure chanteuse folk, ce qui lui assure sa percée.  Come On Come On, sacré disque folk de l'année en 1992, impose sa renommée, avec des singles efficaces plutôt country-rock (The Hard Way, I Feel Lucky, Passionate Kisses, He Thinks he'll keep her). L'album suivant, Stone in the Road, fait figure de second chef-d'œuvre en étant couronné Meilleur album country. Enfin, A Place in the World et sa compilation Party Doll seront disque d'or.
Malgré des créations remarquées, Mary Chapin Carpenter connaît une moindre réussite dans les années 2000. Si elle renoue avec le succès avec son album de 2007, des problèmes de santé l'amènent à renoncer aux activités promotionnelles soutenues.

### Style
Son style, varié, alterne entre douce folk et country-rock, entre rythmes soutenus aux guitares et balades reposantes avec accompagnement léger (guitare sèche, piano...). Ses textes se caractérisent par l'expression d'une sensibilité intérieure à tendance philosophique, féministe, positiviste mais aussi parcourue de mélancolie, appuyée sur des expériences vécues. Ses chansons parlent du sens de la vie, du plaisir secret des petites choses et jouent souvent sur une connivence avec l'auditoire.

### Vie personnelle
Mary Chapin Carpenter s'est engagée au cours de sa carrière pour soutenir plusieurs actions humanitaires. Elle a souffert de plusieurs épisodes de dépression depuis son enfance, le divorce de ses parents ayant induit une certaine introversion.
À la fin de sa tournée The Calling en 2007, elle connaît un grave problème d'embolie pulmonaire, vit une dépression, avant de remonter la pente et de retrouver la sérénité.
Elle connaît un divorce douloureux puis perd son père en 2011. Inspirée, elle écrit Ashes and Roses, dans sa ferme à Charlottesville (Virginie).